# Уэллингборо (район)
Уэллингборо (англ. Wellingborough) — неметрополитенский район (англ. Non-metropolitan district) со статусом боро в графстве Нортгемптоншир (Англия). Административный центр — город Уэллингборо.

## География
Район расположен в юго-восточной части графства Нортгемптоншир, граничит с графствами Бедфордшир и Бакингемшир.

## Состав
В состав района входит 1 город: 
- Уэллингборо

и 18 общин (англ. Civil parish):
- Бозеэт
- Эрлс Бартон
- Истон Модит
- Ектон
- Финедон
- Грэйт Доддингтон
- Грэйт Харроуден
- Грендон
- Хардвик
- Ирчестер
- Ишам
- Литл Харроуден
- Мерс Ашби
- Орлингбери
- Стрикстон
- Сиуэлл
- Уилби
- Вулластон